# Austfonna
L'Austfonna è una cappa di ghiaccio situata sull'isola di Nordaustlandet dell'arcipelago delle Svalbard, in Norvegia.

## Geografia
Coprendo un'area di 8.492 km² (incluso il Vegafonna), è il più grande ghiacciaio europeo per superficie ed il secondo per volume, dopo il Vatnajökull. A livello mondiale è l'ottavo per estensione.
Il suo volume è di circa 1.900 km³, con uno spessore massimo di 560 m ed un'altezza massima di 800 m. Gran parte della sua base è situata sotto il livello del mare, come l'Antartide e la Groenlandia. Il suo fronte marittimo si estende per 180 km, interrotto solamente da rari affioramenti rocciosi.
I più grossi iceberg delle Svalbard sono generati dall'Austfonna. D'estate l'acqua fuoriesce in alcuni punti andando a formare spettacolari cascate. Il ghiacciaio è regolarmente monitorato e studiato dagli scienziati, soprattutto per quanto concerne la climatologia.